# Plaxomicrus oberthuri
Plaxomicrus oberthuri är en skalbaggsart som beskrevs av Charles Joseph Gahan 1901. Plaxomicrus oberthuri ingår i släktet Plaxomicrus och familjen långhorningar. Inga underarter finns listade i Catalogue of Life.